# Естадио Хосе Насаси
Естадио „Хосе Насаси“ (на испански: Estadio José Nasazzi) е многофункционален стадион в столицата на Уругвай гр. Монтевидео.
На него играе домакинските си мачове футболният отбор „Бела Виста“. Капацитетът му е 15 000 места. Стадионът е кръстен на Хосе Насаси, бивш футболист на Бела Виста, капитан на Уругвай, когато отбърът става световен шампион през 1930.